# インフィニティ・Q40
Q40(キュー・フォーティ)は、日産自動車が製造、インフィニティブランドで販売していた自動車。

## 概要
2013年8月、「G」の後継車種である「Q50」が発売されたが、「G」も2015年半ばまで併売されることになり、インフィニティの新ネーミング戦略に基づき車名が「G (G37)」から「Q40」に変更された。
2014年8月、発売を開始されるが、たったの1年で生産終了される。